# ريكتسيا سلوفاكية
ريكتسيا سلوفاكية (الاسم العلمي:Rickettsia slovaca) هي نوع من البكتيريا تتبع جنس الريكتسيا من الفصيلة الريكتسية.